# Музеи в България
Музеите в България са музейни учреждения под методическото ръководство на дирекция „Музеи, галерии и изобразителни изкуства“ на Министерството на културата.
Те биват:
- национални – стопанисвани от държавата (като Земенския манастир);
- местни – стопанисвани от общините (като Историческия музей в гр. Гоце Делчев);
- ведомствени – стопанисвани от стопански и нестопански организации;
- частни (като етнографския музей „Маджарова къща“ в с. Арда).

В музеите работят историци, археолози и етнографи, както и специалисти със специалност „Музейно дело“ (каквато е разкрита и в някои български университети).
|  |

## История
През 1891 г. от Народната библиотека в София се отделя Народният музей и се създава археографска комисия при Министерството на народното просвещение. Това дава началото на музейното дело в България. Впоследствие музеи се разкриват в окръжните градове на страната. Окръжните исторически музеи са наречени „регионални“ след окрупняването на 28-те окръга в 9 области през 1987 г. – например Регионалният исторически музей в Русе е развивал проучвателна дейност в областите Русе, Разград и Силистра. Наименованието им „регионални“ се запазва след раздробяването на големите 9 на 28 малки области (в рамките на предишните окръзи). Така някои регионални исторически музеи понастоящем разполагат с експонати и от съседни области.
Първият литературен музей в България е официално открит на 26 ноември 1926 година от министъра на просвещението Стоян Омарчевски, който внася в Народното събрание обширен доклад с мотивите за превръщането на дома на Иван Вазов в София в музей. Днес музеи на народния будител има още в родния му Сопот и в Берковица, където е живял.
Националният исторически музей е обявен и за научна организация с разпореждане на Бюрото на Министерския съвет от 5 май 1973 г. Към него са включени обекти с особено значение за българската история – Земенският манастир, Боянската църква, параходът „Радецки“, храм-паметникът „Свети Четиридесет мъченици“ и други. Първата представителна експозиция на музея е открита през 1984 г. в чест на 1300-годишнината от създаването на България.
Голям е броят на музеите в България, включени в списъка на Стоте национални туристически обекта на БТС.

## Област Благоевград
- Регионален исторически музей (Благоевград)
- Археологически музей (Сандански)
- Велянова къща
- Общински исторически музей (Гоце Делчев)
- Исторически музей (Мелник)
- Исторически музей (Петрич)
- Кордопулова къща
- Къща музей „Неофит Рилски“
- Къща музей „Никола Вапцаров“
- Самуилова крепост (Ключ)

## Област Бургас
- Регионален исторически музей (Бургас)
- Археологически музей (Бургас)
- Етнографски музей (Бургас)
- Природонаучен музей (Бургас)
- Археологически музей (Созопол)
- Археологически музей (Несебър)
- Музей на солта (Поморие)
- Исторически музей (Поморие)
- Исторически музей, Малко Търново
- Авиомузей Бургас

## Област Варна
- Варненски археологически музей
- Варненски аквариум
- Военноморски музей
- Етнографски музей (Варна)
- Къща музей на Георги Велчев
- Музей Аладжа манастир
- Музей на Възраждането (Варна)
- Музей за история на Варна
- Музей за нова история (Варна)
- Музей на медицината (Варна)
- Музей на мозайките
- Музей Побити камъни
- Музей Римски терми
- Парк-музей „Владислав Варненчик“
- Природонаучен музей (Варна)

## Област Велико Търново
- Регионален исторически музей (Велико Търново)
- Къща музей „Алеко Константинов“ (Свищов)
- Храм-паметник „Свети Четиридесет мъченици (Велико Търново)“
- Музей на тиквата, Севлиево

## Област Видин
- Регионален исторически музей (Музей „Конака“)
- Крепост Баба Вида
- Музей „Кръстата казарма“
- Белоградчишка крепост

## Област Враца
- Регионален исторически музей с художествена галерия (Враца)
- Национален музей-параход „Радецки“

## Област Габрово
- Регионален исторически музей, Габрово
- Етър (музей)
- Национален музей на образованието
- Музей Дом на хумора и сатирата
- Специализиран музей за резбарско и зографско изкуство
- Музей „Кольо Фичето“ (Дряново)
- Исторически музей (Дряново)
- Исторически музей (Севлиево)

## Област Добрич
- Регионален исторически музей (Добрич)
- Балчишки дворец
- Дом-паметник „Йордан Йовков“

## Област Кърджали
- Регионален исторически музей (Кърджали)
- Исторически музей (Крумовград)
- Музейна сбирка (Момчилград)

## Област Кюстендил
- Регионален исторически музей „Академик Йордан Иванов“
- Емфиеджиева къща
- Къща музей „Ильо войвода“
- Къща музей „Димитър Пешев“
- Художествена галерия „Владимир Димитров-Майстора“
- Църковно-исторически музей (Рилски манстир)
- Исторически музей (Дупница)
- Художествена галерия (Дупница)
- Къща музей „Станке Димитров“
- Градски исторически музей (Рила)
- Музей на въгледобива (Бобов дол)

## Област Ловеч
- Регионален исторически музей, Ловеч
- Музей „Васил Левски“ (Ловеч)
- Етнографски комплекс „Драсова и Рашова къщи“
- Къкринско ханче
- Музейна сбирка „Минерали и минерални суровини Атанас и Васил Атанасови“
- Музей на СОУ „Свети Климент Охридски“ (Ловеч)
- Природонаучен музей (Черни Осъм)
- Исторически музей, Тетевен

## Област Монтана
- Регионален исторически музей (Монтана)
- Етнографски музей (Берковица)
- Къща музей „Иван Вазов“ (Берковица)
- Градски исторически музей (Вършец)

## Област Пазарджик
- Регионален исторически музей (Пазарджик)
- Къща музей „Станислав Доспевски“ (Пазарджик)
- Къща музей „Константин Величков“ (Пазарджик)
- Къща музей „Георги Герасимов“ (Пазарджик)
- Етнографски музей (Пазарджик)
- Художествена галерия (Пазарджик)
- Археологически музей (Септември)
- Плиоценски парк (Дорково)
- Исторически музей (Батак)
- Балинова къща (Батак)
- Шарова къща (Батак)
- Исторически музей (Велинград)
- Къща музей „Вела Пеева“
- Исторически музей (Панагюрище)
- Къща музей „Райна Княгиня“ (Панагюрище)
- Къща музей „Марин Дринов“ (Панагюрище)
- Дудекова къща (Панагюрище)
- Тутева къща (Панагюрище)
- Лекова къща (Панагюрище)
- Исторически музей (Брацигово)
- Етнографски музей (Брацигово)
- Музей на брациговската архитектурна школа (Брацигово)

## Област Перник
- Регионален исторически музей (Перник)
- Музей на минното дело (Перник)
- Земенски манастир
- Музей на киселото мляко

## Област Плевен
- Регионален исторически музей (Плевен)
- Мавзолей-параклис „Свети Георги Победоносец“,Плевен
- Панорама „Плевенска епопея“

## Област Пловдив
- Регионален природонаучен музей (Пловдив)
- Регионален исторически музей (Пловдив)
- Регионален етнографски музей (Пловдив)
- Регионален археологически музей, Пловдив
- Къща музей Балабанова къща
- Ламартинова къща
- Къща музей Недкович
- Къща музей Стамболян
- Къща музей „Георги Божилов – Слона“
- Музейна експозиция „Енчо Пиронков“
- Постоянна експозиция „Народен художник Златю Бояджиев“
- Музей на авиацията (Крумово)
- Исторически музей (Перущица)
- Къща музей „Иван Вазов“ (Сопот)
- Национален музей „Васил Левски“
- Национален музей „Христо Ботев“ (Калофер)

## Област Разград
- Регионален исторически музей (Разград)
- Археологически резерват „Абритус“
- Исторически музей, Исперих

## Област Русе
- Регионален исторически музей (Русе)
- Екомузей с аквариум
- Сексагинта Приста
- Пантеон на Възрожденците
- Музей на транспорта
- Къща музей „Градски бит на Русе“
- Къща музей „Захари Стоянов“
- Музей „Баба Тонка“
- Къща „Тома Кърджиев“
- Ивановски скални църкви
- Средновековен град Червен

## Област Силистра
- Исторически музей (Силистра)
- Природонаучен музей (Сребърна)
- Военно гробище (Тутракан)
- Етнографски музей „Дунавски риболов и лодкостроене“

## Област Сливен
- Регионален исторически музей (Сливен)
- Къща музей „Хаджи Димитър“ (Сливен)
- Национален музей на текстилната индустрия
- Пантеон на Георги Стойков Раковски
- Музей на котленските възрожденци
- Природонаучен музей (Котел)
- Къща музей „Йордан Йовков“ (Жеравна)
- Къща музей „Захари Стоянов“ (Медвен)

## Област Смолян
- Регионален исторически музей (Смолян)
- Етнографски ареален комплекс (Златоград)
- Маджарова къща (Арда)

## Област София град
- Национален исторически музей
- Национален военноисторически музей в София
- Национален природонаучен музей при БАН
- Национален музей „Земята и хората“
- Национален политехнически музей
- Национален етнографски музей
- Национална галерия за чуждестранно изкуство
- Национална художествена галерия
- Регионален исторически музей - София
- Национален църковен историко-археологически музей при Светия синод (София)
- Музей на историята на физическата култура и спорта
- Национален археологически институт с музей
- Национален музей „Боянска черква“
- Исторически музей към Софийската синагога
- България и славянския свят (музей)
- Национален литературен музей
- Къща музей „Иван Вазов“ (София)
- Mузей за християнско изкуство
- Музей на пчелата

## Софийска област
- Исторически музей, Клисура
- Исторически музей, Самоков
- Къща музей „Георги Бенковски“ (Копривщица)
- Къща музей „Любен Каравелов“ (Копривщица)
- Къща музей „Димчо Дебелянов“ (Копривщица)
- Къща музей „Тодор Каблешков“ (Копривщица)
- Етнографски музей „Ослекова къща“ (Копривщица)
- Музей „Лютова къща“ (Копривщица)
- Музей на просветното дело (Копривщица)
- Жив музей (Копривщица)

## Област Стара Загора
- Регионален исторически музей (Стара Загора)
- Неолитни жилища (Стара Загора)
- Форум на Августа Траяна
- Палата на физиката
- Литературно-художествен музей „Чудомир“ (Казанлък)
- Казанлъшка гробница
- Исторически музей Искра, Казанлък
- Музей на розата, Казанлък
- Етнографски комплекс (Казанлък)
- Национален парк-музей Шипка
- Къща музей „Гео Милев“
- Къща музей „Градски бит XIX в.“
- Исторически музей (Чирпан)
- Къща музей „Пею Яворов“
- Музей „Гема-свят“

## Област Търговище
- Регионален исторически музей (Търговище)
- Исторически музей (Омуртаг)
- Музей Попово
- Етнографска експозиция „Хаджи-Ангелова къща“
- Къща музей „Никола Симов-Курото“
- Къща музей „Стефан Куцаров“
- Къща музей „Никола Маринов“

## Област Хасково
- Регионален исторически музей (Хасково)
- Исторически музей (Харманли)
- Исторически музей (Ивайловград)
- Исторически музей (Свиленград)

## Област Шумен
- Регионален исторически музей (Шумен)
- Голяма базилика в Плиска
- Национален историко-археологически резерват „Плиска“
- Музей „Шуменска крепост“
- Национален музей „Велики Преслав“

## Област Ямбол
- Регионален исторически музей (Ямбол)
- Етнографски музей (Елхово)